# Portal Tomb von Killynaght

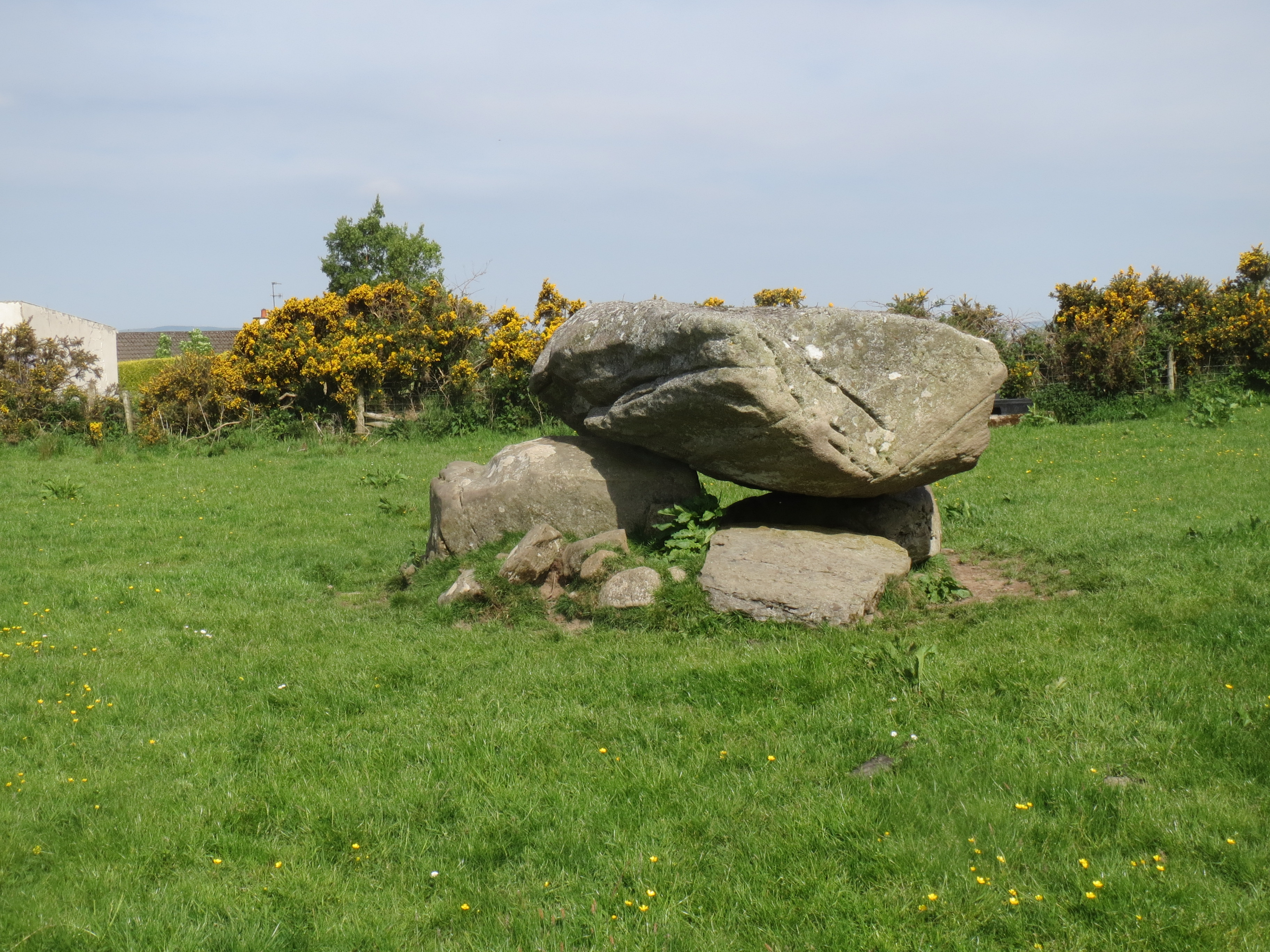
Portal Tomb von Killynaght

Das Portal Tomb von Killynaght lokal auch „The Rocking Stone“, (englisch für „der Wackelstein“) befindet sich auf der Wiese eines niedrigen Hügels im Townland Killynaght (irisch Coill Uí Neacht, „Wald des Ó Neacht“) in Artigarvan, bei Strabane im Foyle Valley im County Tyrone in Nordirland. 
Als Portal Tombs werden in Irland und Großbritannien Megalithanlagen  bezeichnet, bei denen zwei gleich hohe, aufrecht stehende Steine mit einem Türstein dazwischen die Vorderseite einer Kammer bilden, die zum Teil mit einem gewaltigen schräg aufliegenden Deckstein bedeckt ist.
Das Portal Tomb bestand ursprünglich aus dem Endstein und drei großen Orthostaten, auf denen ein Deckstein ruhte. Die Orthostaten bildeten eine nach Osten offene Kammer. Die Orthostaten scheinen unter dem Gewicht des Decksteins zusammengebrochen zu sein. Es gibt drei Steine unter dem Deckstein und einen vierten, der außerhalb liegt. Der Deckstein ist etwa 3,0 m lang, 2,0 m breit und 1,0 m dick. Die anderen großen Steine sind 1,5 bis 2,0 m lang. Es gibt eine Anzahl kleinerer Steine unter dem Deckstein.
Beim Zusammenbruch verlagerte sich der Deckstein nach Nordosten und zog die beiden höchsten Pfosten mit sich. Der kleinere Pfeiler im Südosten wurde vom Deckstein herausgedrückt und fiel nach Süden.
Etwa 3,8 km nördlich steht das Steinpaar von Sandville, als Rest eines anderen Portal Tombs.